# سياحة توكلين

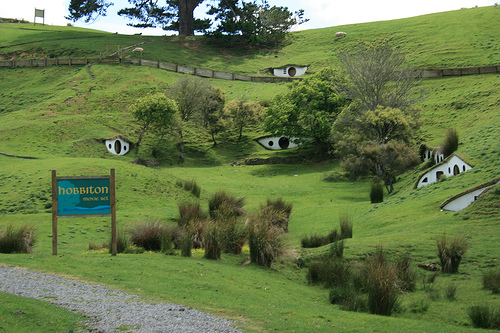
ماتاماتا، مقاطعة في فيلم سيد الخواتم

سياحة تولكين هي ظاهرة لمحبي عالم سيد الخواتم الخيالي الذين يسافرون إلى مواقع ذات أهمية متعلقة بالفيلم والكتاب. ويعود الفضل لارتفاع أعداد السياح سنويًا إلى موقع ثلاثية فيلم كتبها جاكسون، وخصوصًا في نيوزيلندا.

## الأصول
في الأفلام الثلاثة (ِسيد الخواتم: زمالة الطوق، وسيد الخواتم: البرجين، وسيد الخواتم: عودة الملك)، جرى تصوير تولكينفي مواقع مختلفة استنادًا إلى رواية سيد الخواتم في جميع أنحاء نيوزيلندا، وجرى المحافظة على العديد من هذه المواقع وتعديلها لتشجيع السياحة التي تشكل جزءًا كبيرًا من اقتصاد البلاد. في بعض جولات مواقع الفيلم، يوفر وقت للسائحين للانغماس في أجواء الفيلم من الأزياء التنكرية وارتداء الملابس كشخصيات من الكتب أو الأفلام.

## في نيوزيلندا
لنيوزيلندا موقع فريد للاستفادة من مناظرها الطبيعية. يُعد اهتمام السياح في تولكين أقل توجهًا لزيارة المنتزهات الوطنية في نيوزيلندا وأكثر تركيزًا على المناظر الطبيعية التي اسُتخدمت كنقاط خلفية في الأفلام. على سبيل المثال، جبل أوليمبوس، تجد فيه أعمدة الصخور الدرامية المنحوتة بالطبيعة والزمن، يقع في منتزه كاهوارنجي الوطني بالقرب من نيلسون في زاوية نائية من الجزيرة الجنوبية. منذ ظهوره في أول جزء من الأجزاء الثلاثة لفيلم سيد الخواتم، أصبح مكانًا لسائحي توكلين.
جبل الأحد، يقع في منطقة نائية غرب سهول كانتربري (الروافد العليا لوادي رانجيتاتا بالقرب من إريوهون) كان بمثابة إيدوراس. بالرغم من عدم وجود اًثار متبقية للتصوير، تتوفر مجموعة جولات نهارية كاملة من كرايستشيرش.
يعلن المجلس الوطني لترويج الأفلام أن نيوزيلندا تقدم قوة عاملة باللغة الإنكليزية، وغير نقابية إلى حد كبير، إلى جانب مشهد من المناظر الطبيعية الحضرية والريفية. يحث موقع «اكتشف نيوزيلندا، موطن الأرض الوسطى» على مواقع السياحة النيوزيلندية على الويب، وبمجرد وصول السائحين إلى هناك، تتم دعوتهم للعثور على مواقع الأفلام في جميع أنحاء نيوزيلندا باستخدام «خريطة ميدل إيرث» المجانية. تتفاوض نيوزيلندا حاليًا مع منتجي الأفلام، لبناء متحف دائم لسيد الخواتم يحتوي على 40000 من الدعائم والأزياء المخزنة الاًن في نيوزيلندا.
قام جان هوارد فايندر، كاتب الخيال العلمي، بتنظيم جولات خاصة في نزل نيوزيلندا لمشاهدة الأماكن التي جرى تصويرها في فيلم سيد الخواتم.

### الآثار الاقتصادية
نما التدفق السياحي السنوي في نيوزيلندا بنسبة 40%، من 1.2 مليون في عام 2000 إلى 2.4 في عام 2006، وقد عزا البعض هذا النمو لفيلم سيد الخواتم. والفيلم كان سببًا في 6% من الزوار الدوليين للسفر للبلاد.
قال بروس لاود، المدير الإقليمي ِللولايات المتحدة وكندا لسياحة نيوزيلندا: «يمكنك القول إن سيد الخواتم كان أفضل إعلان غير مدفوع الثمن حصلت عليه نيوزيلندا على الإطلاق». وهو ما يتناقض مع مقال نشرته صحيفة نيويورك في لقاء مع لحود أشار فيه إلى أن نيوزيلندا هي التي دعمت الأجزاء الثلاثة للفيلم بمبلغ 150 مليون دولار.

### تصوير الهوبيت
يأمل العديد من الخبراء النيوزلنديين في تجديد تأثير تولكين لأن الهوبيت صُورِ أيضًا في نيوزيلندا.
سواء كان هذا مهمًا بشكل حيوي لصناعة السياحة في نيوزيلندا أم لا، كانت نقطة نقاش كبيرة ضمن مخاوف قصيرة المدى من أن النزاعات الصناعية تجعل إنتاج الفيلم يحدث خارج البلاد. وشهدت حكومة نيوزيلندا أيضًا بعض الانتقادات لزيادة دعم الأفلام وإنشاء قوانين مخصصة لشركات الأفلام الأمريكية، فقط خوفًا من فقدان الإنتاج. أطلق البعض لاحقًا سعر 25 مليون دولار (مع مزيد من المساعدات المالية والقانونية المحددة التي وضعت لصالح المنتجين) والتي كان على نيوزيلندا أن تدفعها للاحتفاظ بالفيلم «ابتزازًا» وجادل بأن المناقشة حدثت في جو من المبالغة والهستيريا. وقد استُشهد أيضًا بسعر أعلى لا يقل عن 109 مليون دولار.